# Enzo Peri
Enzo Peri (* 11. September 1939 in Palermo) ist ein italienischer Filmproduzent und -regisseur.

## Leben
Nach einem Abschluss in Philosophie (genauer in Kunstphilosophie an der Università Gregoriana in Rom) und Rechtswissenschaften (an der Universität Palermo) studierte Peri drei Jahre lang Kommunikationswissenschaft an der UCLA in den Vereinigten Staaten. Nach kurzer Zeit als Journalist in Genf, Paris und London war er 1962 erstmals für den Film tätig, als er Regieassistenzen für Mauro Bolognini und Marcello Baldi ausführte. Mit dem abendfüllenden Dokumentarfilm Il piacere e il mistero, den Dino De Laurentiis produzierte, debütierte er als Regisseur; mit dem ungewöhnlichen Italowestern Drei Pistolen gegen Cesare folgte zwei Jahre später sein Spielfilmdebüt – es sollte auch sein einziger Film als Regisseur bleiben. Ab 1974 betätigte Peri sich als (Ko-)Produzent von wenigen, aber cineastisch meist beachtlichen Filmen.

## Filmografie (Auswahl)
Regie
- 1966: Drei Pistolen gegen Cesare (Tre pistole contro Cesare)

Produktion
- 1974: Mussolini – Die letzten Tage (Mussolini ultimo atto)
- 1981: Lili Marleen